# Tătărăști (gmina w okręgu Bacău)
Tătărăști – gmina w Rumunii, w okręgu Bacău. Obejmuje miejscowości Cornii de Jos, Cornii de Sus, Drăgești, Gherdana, Giurgeni, Tătărăști i Ungureni. W 2011 roku liczyła 2397 mieszkańców.